# Wunderpus photogenicus
De Wunderpus photogenicus is een octopus die in de zeeën rond Indonesië voorkomt. In de kalmere waters van Bali en Sulawesi ten noorden van de Filipijnen en het oosten van Vanuatu.
Hij onderscheidt zich door zijn, naar verhouding, extra lange tentakels. Verder is hij herkenbaar aan zijn rood-witte patronen. Deze octopus heeft een uitzonderlijk sterke beet.
Bij Wunderpus photogenicus is vastgesteld dat hij een nauw verwante soort, Thaumoctopus mimicus, die in hetzelfde gebied leeft, kan wurgen - dit door ervoor te zorgen dat hij geen vers water kan opnemen.

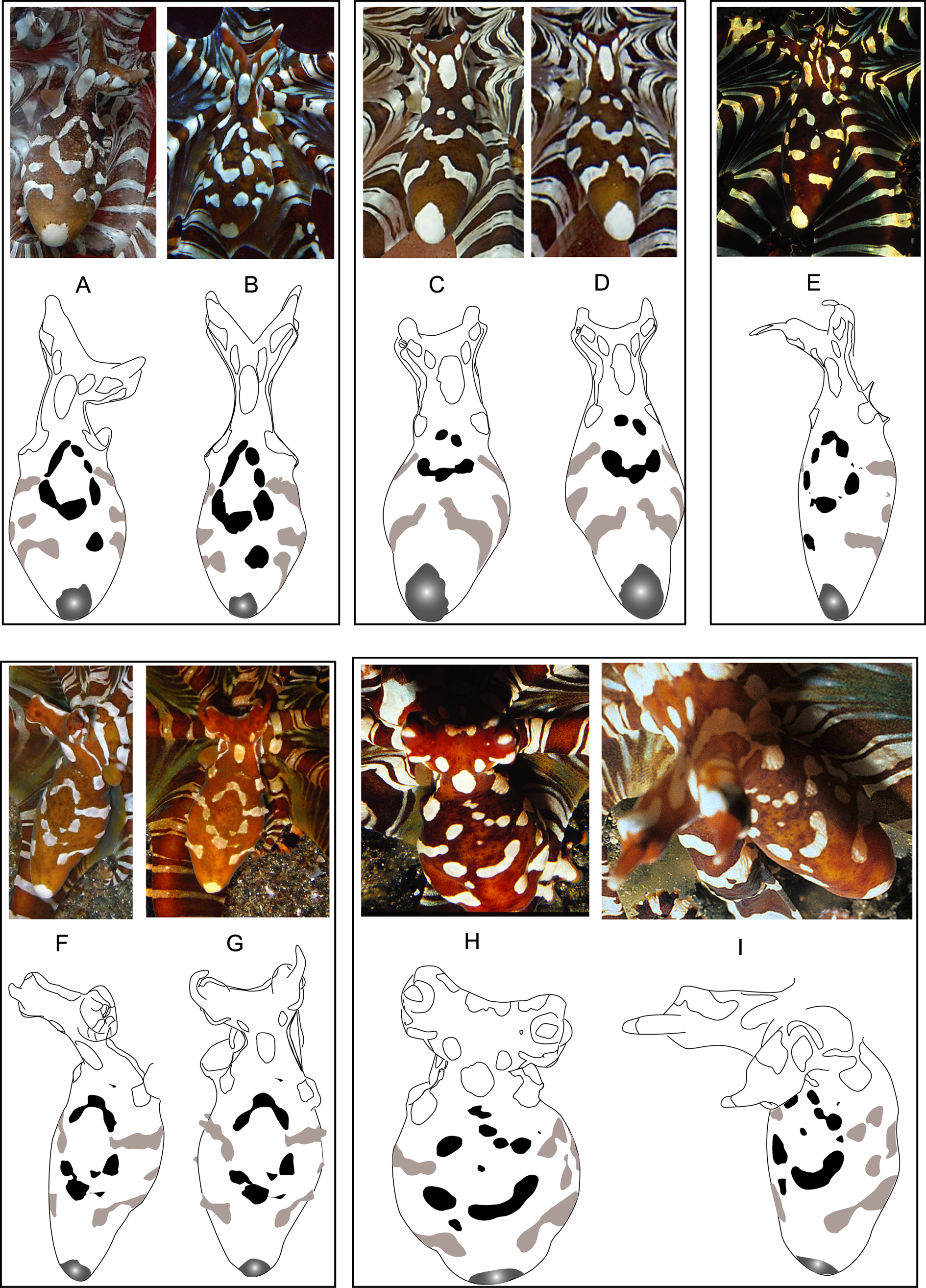
Configuratie van witte markering op de dorsale mantel van vijf individuele Wunderpus photogenicus